# Charles Cartier-Saint-René
Charles Louis André Cartier de Saint René, seigneur de Coulanges et de la Villatterie, né le 11 février 1752 à Tours (Indre-et-Loire) et mort le 20 février 1822 à Massay (Cher), est un homme politique français.

## Biographie
Charles Cartier-Saint-René est le fils d'André Cartier (1704-1791), sieur de Boisrenault, négociant en soieries à Tours, et de Magdeleine Monique de Brossard de Saint-René. Il est le neveu de Jean Cartier-Aubin.
Il devient contrôleur ordinaire des guerres, achète un office de rapporteur au Point d'honneur.
Ayant acquis le château de Coulanges (Lury-sur-Arnon et Brinay), il est député du Cher de 1791 à 1792. Il devient agent cantonal (an II), puis président de l'administration municipale.
Il épouse en 1781 Marie Anne Brisset, fille de Martin Brisset, conseiller du roi, notaire et greffier en la juridiction des eaux et forêts, et de Marguerite Millard.
Il est le grand-père de Louis Cartier de Saint-René (1839-1916), magistrat et historien.